# Эрмон (Франция)
Эрмон (фр. Ermont) — муниципалитет во Франции, в регионе Иль-де-Франс, департамент Валь-д'Уаз. Население — 27 474 человек (1999). Муниципалитет расположен на расстоянии около 16 км северо-западнее Парижа, 16 км восточнее Сержи.

## Демография
Динамика населения (Cassini и INSEE):